# Чемпіонат світу з футболу 1990

Офіційний плакат

Чемпіонат світу з футболу 1990 року — чотирнадцятий чемпіонат світу серед чоловічих збірних команд з футболу, що проходив  з 8 червня до 8 липня 1990 року в Італії, яка стала другою країною, що удруге прийняла світову футбольну першість, після Мексики, господаря попереднього мундіалю.
Переможцем турніру, утретє у своїй історії, стала збірна ФРН, яка у фінальній грі на стадіоні «Стадіо Олімпіко» в Римі мінімально, завдяки єдиному голу, забитому з пенальті наприкінці гри, здолала збірну Аргентини, взявши таким чином реванш за поразку у фіналі попередньої світової першості.
На етапі кваліфікаційного раунду боротьбу ропочинали 116 команд, відбіркові змагання стартували у квітні 1988 року. За їх результатами визначилися 22 команди, що приєдналися до господарів, збірної Італії та діючих чемпіонів збірної Аргентини у фінальній частині чемпіонату світу. Сереж цих команд було відразу три дебютанти — команди Коста-Рики, Ірландії та ОАЕ, для яких це була перша світова першість.
Вважається, що турнір 1990 року був найменш видовищним за всю історію чемпіонатів світу. Середня результативність матчів змагання склала рекордно низькі 2,2 голи за гру, крім того на турнірі було показано рекордні на той час 16 червоних карток, включаючи перше в історії вилучення у фіналі змагання. У багатьох іграх команди робили акцент на обороні або відверто грали на нічию, не бажаючи ризикувати і проводити масовані атаки. Аналіз цих проблем вилився у запровадження відразу двох масштабних нововведень у світовому футболі — правила трьох очок за перемогу (замість двох) у турнірах, що проходили за круговою системою, а також заборони воротареві грати руками після акцентованої передачі від партнера по команді. Ініціативи були покликані відповідно створити додатковий стимул грати на перемогу та пришвидшити розіграш м'яча у захисті, що в обох випадках пішло на користь видовищності.

## Вибір країни-господарки
Голосування за вибір країни-господарки чемпіонату світу 1990 відбулося 19 травня 1984 року у швейцарському Цюриху. Єдиним конкурентом Італії за право прийняти світову першість був Радянський Союз, який поступився, набравши 5 голосів проти 11 в італійців. Таким чином Італія стала лише другою в історії чемпіонатів світу країною, що удруге приймала фінальну частину цього турніру, після Мексики, для якої другим домашнім був попередній турнір 1986 року.
Вважається, що на рішення не надавати СРСР права проводити світову футбольну першість вплинув оголошений СРСР бойкот Літніх Олімпійських ігор 1984 року, хоча Президент ФІФА Жуау Авеланж це спростовував.

## Кваліфікаційний раунд і учасники
На момент завершення прийняття заявок на відбірковий турнір бажання взяти участь у світовій першості задекларували представники 116 національних футбольних асоціацій, тобто на п'ять менше, ніж рекордна на той час 121 заявка на ЧС-1986.
Згодом частина команд відкликали свої заявки ще до жеребкування відбіркового турніру, згодом після жеребкування, але до початку турніру знялася або була відсторонена ще низка команд, і хоча б одну гру під час відбіркового турніру провели 103 збірні, що змагалися за 22 місця на чемпіонаті світу. Дві команди, господарі турніру збірна Італії і діючий чемпіон світу збірна Аргентини, кваліфікувалися автоматично, без участі у відбірковому раунді.
За тринадцять місць у фінальній частині чемпіонату світу змагалися кодманди з Європи (УЄФА), по два місця на турнірі розігрували між собою збірні з Південної Америки (КОНМЕБОЛ), з Африки (КАФ), Азії (АФК) та КОНКАКАФ (Північна, Центральна Америка і Кариби). Ще одне місце розігрувалося в рамках плей-оф між представниками КОНМЕБОЛ і океанського ОФК.
За результатами відбору відразу три команди уперше у своїй історії кваліфікувалися до фінальної частини світової футбольної першості — збірні Коста-Рики, Ірландії та ОАЕ.
Серед команд, яким не вдалося пробитися на чемпіонат світу 1990, були півфіналісти попереднього мундіалю — команди Франції і Польщі.

### Учасники
Наступні 24 команди кваліфікувалися для участі у фінальному турнірі:

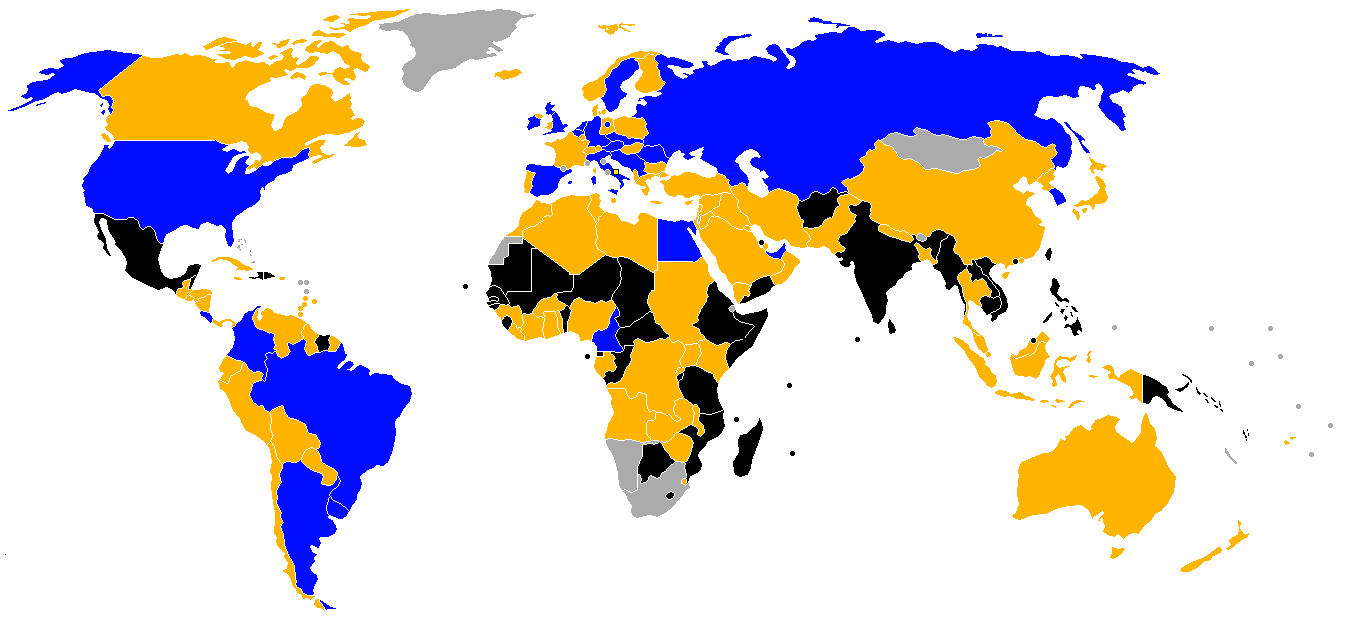
Країни, збірні яких кваліфікувалися на чемпіонат світу
Країни, чиї збірні не кваліфікувалися
Країни, чиї збірні не брали участі у відборі
Країни, що не входили до ФІФА

| АФК (2) - Південна Корея - ОАЕ КАФ (2) - Єгипет - Камерун ОФК (0) - жодна не кваліфікувалася | КОНКАКАФ (2) - Коста-Рика - США КОНМЕБОЛ (4) - Аргентина - Бразилія - Колумбія - Уругвай | УЄФА (14) - Австрія - Бельгія - Чехословаччина - Англія - Італія (hosts) - Нідерланди - Ірландія - Румунія - Шотландія - СРСР - Іспанія - Швеція - ФРН - Югославія |  |

## Міста та стадіони
Матчі турніру приймали 12 стадіонів в 12 містах Італії. Лише чотири із цих стадіонів свого часу приймали матчі світової першості 1934 року. А два із цих 12 стадіонів, Сан-Нікола в Барі та туринський Делле Альпі, були новими аренами, збудованими спеціально під чемпіонат світу. Решта 10 стадіонів були суттєво модернізовані додаванням місць для глядачів, встановленням дахів, прибиранням бігових доріжок та перекладанням газонів. У більшості випадків кошториси будівельних робіт були перевищені і загальна їх вартість склала приблизно 935 мільйонів доларів.
На груповій стадії турніру здебільшого дотримувалися принципу, за яким матчі конкретної групи приймали стадіони у двох містах максимально географічно наближених одне до одного. Згодом дев'ять із дванадцяти міст-господарів також приймали ігри стадії плей-оф. Найбільшу кількість ігор турніру, по шість, прийняли міланський Сан-Сіро та столичний Олімпійський стадіон.
| Мілан                                                                         | Рим                                                                               | Турин                                                                             | Неаполь                                                                         |
| ----------------------------------------------------------------------------- | --------------------------------------------------------------------------------- | --------------------------------------------------------------------------------- | ------------------------------------------------------------------------------- |
| Сан-Сіро                                                                      | Олімпійський стадіон                                                              | Делле Альпі                                                                       | Сан-Паоло                                                                       |
| 45°28′40.89″ пн. ш. 9°7′27.14″ сх. д. / 45.4780250° пн. ш. 9.1242056° сх. д.  | 41°56′1.99″ пн. ш. 12°27′17.23″ сх. д. / 41.9338861° пн. ш. 12.4547861° сх. д.    | 45°06′34.42″ пн. ш. 7°38′28.54″ сх. д. / 45.1095611° пн. ш. 7.6412611° сх. д.     | 40°49′40.68″ пн. ш. 14°11′34.83″ сх. д. / 40.8279667° пн. ш. 14.1930083° сх. д. |
| Місткість: 74,559                                                             | Місткість: 73,603                                                                 | Місткість: 62,628                                                                 | Місткість: 59,978                                                               |
|                                                                               |                                                                                   |                                                                                   |                                                                                 |
| Барі                                                                          | Рим Мілан Неаполь Турин Барі Верона Флоренція Кальярі Болонья Удіне Палермо Генуя | Рим Мілан Неаполь Турин Барі Верона Флоренція Кальярі Болонья Удіне Палермо Генуя | Флоренція                                                                       |
| Сан-Нікола                                                                    | Рим Мілан Неаполь Турин Барі Верона Флоренція Кальярі Болонья Удіне Палермо Генуя | Рим Мілан Неаполь Турин Барі Верона Флоренція Кальярі Болонья Удіне Палермо Генуя | Стадіо Комунале                                                                 |
| 41°5′5.05″ пн. ш. 16°50′24.26″ сх. д. / 41.0847361° пн. ш. 16.8400722° сх. д. | Рим Мілан Неаполь Турин Барі Верона Флоренція Кальярі Болонья Удіне Палермо Генуя | Рим Мілан Неаполь Турин Барі Верона Флоренція Кальярі Болонья Удіне Палермо Генуя | 43°46′50.96″ пн. ш. 11°16′56.13″ сх. д. / 43.7808222° пн. ш. 11.2822583° сх. д. |
| Місткість: 51,426                                                             | Рим Мілан Неаполь Турин Барі Верона Флоренція Кальярі Болонья Удіне Палермо Генуя | Рим Мілан Неаполь Турин Барі Верона Флоренція Кальярі Болонья Удіне Палермо Генуя | Місткість: 38,971                                                               |
|                                                                               | Рим Мілан Неаполь Турин Барі Верона Флоренція Кальярі Болонья Удіне Палермо Генуя | Рим Мілан Неаполь Турин Барі Верона Флоренція Кальярі Болонья Удіне Палермо Генуя |                                                                                 |
| Верона                                                                        | Рим Мілан Неаполь Турин Барі Верона Флоренція Кальярі Болонья Удіне Палермо Генуя | Рим Мілан Неаполь Турин Барі Верона Флоренція Кальярі Болонья Удіне Палермо Генуя | Удіне                                                                           |
| Стадіо Маркантоніо Бентегоді                                                  | Рим Мілан Неаполь Турин Барі Верона Флоренція Кальярі Болонья Удіне Палермо Генуя | Рим Мілан Неаполь Турин Барі Верона Флоренція Кальярі Болонья Удіне Палермо Генуя | Стадіо Фріулі                                                                   |
| 45°26′7.28″ пн. ш. 10°58′7.13″ сх. д. / 45.4353556° пн. ш. 10.9686472° сх. д. | Рим Мілан Неаполь Турин Барі Верона Флоренція Кальярі Болонья Удіне Палермо Генуя | Рим Мілан Неаполь Турин Барі Верона Флоренція Кальярі Болонья Удіне Палермо Генуя | 46°4′53.77″ пн. ш. 13°12′0.49″ сх. д. / 46.0816028° пн. ш. 13.2001361° сх. д.   |
| Місткість: 35,950                                                             | Рим Мілан Неаполь Турин Барі Верона Флоренція Кальярі Болонья Удіне Палермо Генуя | Рим Мілан Неаполь Турин Барі Верона Флоренція Кальярі Болонья Удіне Палермо Генуя | Місткість: 35,713                                                               |
|                                                                               | Рим Мілан Неаполь Турин Барі Верона Флоренція Кальярі Болонья Удіне Палермо Генуя | Рим Мілан Неаполь Турин Барі Верона Флоренція Кальярі Болонья Удіне Палермо Генуя |                                                                                 |
| Кальярі                                                                       | Болонья                                                                           | Палермо                                                                           | Генуя                                                                           |
| Стадіо Сант'Елія                                                              | Ренато Даль'Ара                                                                   | Стадіо Ла Фаворита                                                                | Стадіо Луїджі Ферраріс                                                          |
| 39°11′57.82″ пн. ш. 9°8′5.83″ сх. д. / 39.1993944° пн. ш. 9.1349528° сх. д.   | 44°29′32.33″ пн. ш. 11°18′34.80″ сх. д. / 44.4923139° пн. ш. 11.3096667° сх. д.   | 38°9′9.96″ пн. ш. 13°20′32.19″ сх. д. / 38.1527667° пн. ш. 13.3422750° сх. д.     | 44°24′59.15″ пн. ш. 8°57′8.74″ сх. д. / 44.4164306° пн. ш. 8.9524278° сх. д.    |
| Місткість: 35,238                                                             | Місткість: 34,520                                                                 | Місткість: 33,288                                                                 | Місткість: 31,823                                                               |
|                                                                               |                                                                                   |                                                                                   |                                                                                 |

## Арбітри
Загалом 41 футбольний суддя із 34 країн був залучений до роботи на чемпіонаті світу як головний та боковий арбітр. Курсивом у списку нижче позначені рефері, які на турнірі були лише асистентами головного арбітра.
| Африка - Мохамед Хансаль - Неджі Жуїні - Жан-Фідель Дірамба Азія - Джамаль Аш-Шаріф - Джассім Манді - Такада Сідзуо Європа - Луїджі Аньйолін - Еміліо Соріано Аладрен - Джордж Кортні - П'єтро Д'Елія - Ерік Фредрікссон - Зігфрід Кіршен - Гельмут Коль | - Тулліо Ланезе - Міхал Лісткевич - Розаріо Ло Белло - Карло Лонгі - П'єрлуїджі Маньї - Петер Міккельсен - П'єрлуїджі Пайретто - Зоран Петрович - Жоель Кінью - Курт Ретлісбергер - Арон Шмідгубер - Карлос Сільва Валенте - Джордж Сміт - Алан Снодді - Олексій Спірін - Марсель Ван Лангенхов - Мішель Вотро | Північна і Центральна Америка - Едгардо Кодесаль - Вінсент Мауро - Берні Ульоа Морера Океанія - Річард Лоренц Південна Америка - Хуан Даніель Кардельїно - Армандо Перес Ойос - Еліас Хакоме - Хуан Карлос Лоустау - Карлос Масіель - Ернан Сілва - Жозе Роберто Райт |

## Команди
Усі збірні скористалися правом заявити на турнір по 22 гравці, включаючи трьох воротарів. ФІФА залишило за собою право по ходу турніру дозволяти командам вносити зміни до своїх заявок у випадку травми гравця. За цією процедурою були дозаявлені два голкіпери — Анхель Коміццо (Аргентина) та Дейв Бізант (Англія), які змінили відповідно травмованих Нері Пумпідо та Девіда Сімена.

## Формат
Аналогічно до попереднього чемпіонату світу участь у фінальній частині першості брали 24 команди, які на першому етапі турніру змагалися у шести групах по 4 команди у кожній. Утім далі, на відміну від формату ЧС-1982, проводився не другий груповий раунд, а відразу плей-оф за олімпійською системою. Плей-оф починався зі стадії 1/8 фіналу, відповідно його учасниками ставали не лише команди, що посіли перші і другі місця у своїх групах, але й чотири найкращі команди із шести, які завершили груповий етап на третіх місцях.

## Жеребкування
24 команди-учасниці були розподілені між чотирма кошиками для жеребкування першого групового етапу світової першості. Розподіл відбувався за умовною «силою» команд, для визначення якої використовувавалися результати команд на попередній світовій першості 1986 року, а в деяких випадках — додатково і на ЧС-1982.
| Сіяні                                                                                            | Кошик 1                                                    | Кошик 2                                                           | Кошик 3                                                       |
| ------------------------------------------------------------------------------------------------ | ---------------------------------------------------------- | ----------------------------------------------------------------- | ------------------------------------------------------------- |
| Італія (1-ша) · Аргентина (2-га) · Бразилія (3-тя) · ФРН (4-та) · Бельгія (5-та) · Англія (6-та) | Камерун · Коста-Рика · Єгипет · Південна Корея · ОАЕ · США | Колумбія · Чехословаччина · Ірландія · Румунія · Швеція · Уругвай | Австрія · Нідерланди · Шотландія · Іспанія · СРСР · Югославія |

## Груповий етап

### Група A
| Поз | Команда        | І | В | Н | П | ГЗ | ГП | РГ | О | Кваліфікація     |
| --- | -------------- | - | - | - | - | -- | -- | -- | - | ---------------- |
| 1   | Італія (H)     | 3 | 3 | 0 | 0 | 4  | 0  | +4 | 6 | Вихід до плей-оф |
| 2   | Чехословаччина | 3 | 2 | 0 | 1 | 6  | 3  | +3 | 4 | Вихід до плей-оф |
| 3   | Австрія        | 3 | 1 | 0 | 2 | 2  | 3  | −1 | 2 |                  |
| 4   | США            | 3 | 0 | 0 | 3 | 2  | 8  | −6 | 0 |                  |

| 9 червня 1990 21:00 CET (UTC+1) |

| Італія       | 1–0      | Австрія |
| ------------ | -------- | ------- |
| Скіллачі 78' | Протокол |         |

| Олімпійський стадіон, Рим Глядачів: 73,303 Арбітр: Жозе Роберто Райт (Бразилія) |

| 10 червня 1990 17:00 CET (UTC+1) |

| США           | 1–5      | Чехословаччина                                              |
| ------------- | -------- | ----------------------------------------------------------- |
| Каліджурі 60' | Протокол | Скугравий 26', 78' Білек 40' (пен.) Гашек 50' Луговий 90+3' |

| Стадіо Комунале, Флоренція Глядачів: 33,266 Арбітр: Курт Ретлісбергер (Швейцарія) |

| 14 червня 1990 21:00 CET (UTC+1) |

| Італія       | 1–0      | США |
| ------------ | -------- | --- |
| Джанніні 11' | Протокол |     |

| Олімпійський стадіон, Рим Глядачів: 73,423 Арбітр: Едгардо Кодесаль (Мексика) |

| 15 червня 1990 17:00 CET (UTC+1) |

| Австрія | 0–1      | Чехословаччина   |
| ------- | -------- | ---------------- |
|         | Протокол | Білек 31' (пен.) |

| Стадіо Комунале, Флоренція Глядачів: 38,962 Арбітр: Джордж Сміт (Шотландія) |

| 19 червня 1990 21:00 CET (UTC+1) |

| Італія                | 2–0      | Чехословаччина |
| --------------------- | -------- | -------------- |
| Скіллачі 9' Баджо 78' | Протокол |                |

| Олімпійський стадіон, Рим Глядачів: 73,303 Арбітр: Жоель Кінью (Франція) |

| 19 червня 1990 21:00 CET (UTC+1) |

| Австрія              | 2–1      | США        |
| -------------------- | -------- | ---------- |
| Огріс 49' Родакс 63' | Протокол | Мюррей 83' |

| Стадіо Комунале, Флоренція Глядачів: 34,857 Арбітр: Джамаль Аш-Шаріф (Сирія) |

### Група B

Збірна Румунії перед третім матчем групи проти Аргентини.

| Поз | Команда   | І | В | Н | П | ГЗ | ГП | РГ | О | Кваліфікація     |
| --- | --------- | - | - | - | - | -- | -- | -- | - | ---------------- |
| 1   | Камерун   | 3 | 2 | 0 | 1 | 3  | 5  | −2 | 4 | Вихід до плей-оф |
| 2   | Румунія   | 3 | 1 | 1 | 1 | 4  | 3  | +1 | 3 | Вихід до плей-оф |
| 3   | Аргентина | 3 | 1 | 1 | 1 | 3  | 2  | +1 | 3 | Вихід до плей-оф |
| 4   | СРСР      | 3 | 1 | 0 | 2 | 4  | 4  | 0  | 2 |                  |

| 8 червня 1990 18:00 |

| Аргентина | 0–1      | Камерун       |
| --------- | -------- | ------------- |
|           | Протокол | Омам-Біїк 67' |

| Сан-Сіро, Мілан Глядачів: 73,780 Арбітр: Мішель Вотро (Франція) |

| 9 червня 1990 17:00 |

| СРСР | 0–2      | Румунія                 |
| ---- | -------- | ----------------------- |
|      | Протокол | Лекетуш 41', 55' (пен.) |

| Сан-Нікола, Барі Глядачів: 42,907 Арбітр: Хуан Даніель Кардельїно (Уругвай) |

| 13 червня 1990 21:00 |

| Аргентина                 | 2–0      | СРСР |
| ------------------------- | -------- | ---- |
| Трольйо 27' Бурручага 79' | Протокол |      |

| Сан-Паоло, Неаполь Глядачів: 55,759 Арбітр: Ерік Фредрікссон (Швеція) |

| 14 червня 1990 17:00 |

| Камерун        | 2–1      | Румунія    |
| -------------- | -------- | ---------- |
| Мілла 76', 86' | Протокол | Балінт 88' |

| Сан-Нікола, Барі Глядачів: 38,687 Арбітр: Ернан Сілва (Чилі) |

| 18 червня 1990 21:00 |

| Аргентина  | 1–1      | Румунія    |
| ---------- | -------- | ---------- |
| Монсон 62' | Протокол | Балінт 68' |

| Сан-Паоло, Неаполь Глядачів: 52,733 Арбітр: Карлос Сільва Валенте (Португалія) |

| 18 червня 1990 21:00 |

| Камерун | 0–4      | СРСР                                                        |
| ------- | -------- | ----------------------------------------------------------- |
|         | Протокол | Протасов 20' Зигмантович 29' Заваров 52' Добровольський 63' |

| Сан-Нікола, Барі Глядачів: 37,307 Арбітр: Жозе Роберто Райт (Бразилія) |

### Група C
| Поз | Команда    | І | В | Н | П | ГЗ | ГП | РГ | О | Кваліфікація     |
| --- | ---------- | - | - | - | - | -- | -- | -- | - | ---------------- |
| 1   | Бразилія   | 3 | 3 | 0 | 0 | 4  | 1  | +3 | 6 | Вихід до плей-оф |
| 2   | Коста-Рика | 3 | 2 | 0 | 1 | 3  | 2  | +1 | 4 | Вихід до плей-оф |
| 3   | Шотландія  | 3 | 1 | 0 | 2 | 2  | 3  | −1 | 2 |                  |
| 4   | Швеція     | 3 | 0 | 0 | 3 | 3  | 6  | −3 | 0 |                  |

| 10 червня 1990 21:00 |

| Бразилія        | 2–1      | Швеція     |
| --------------- | -------- | ---------- |
| Карека 40', 63' | Протокол | Бролін 79' |

| Делле Альпі, Турин Глядачів: 62,628 Арбітр: Тулліо Ланезе (Італія) |

| 11 червня 1990 17:00 |

| Коста-Рика | 1–0      | Шотландія |
| ---------- | -------- | --------- |
| Каяссо 49' | Протокол |           |

| Стадіо Луїджі Ферраріс, Генуя Глядачів: 30,867 Арбітр: Хуан Карлос Лоустау (Аргентина) |

| 16 червня 1990 17:00 |

| Бразилія   | 1–0      | Коста-Рика |
| ---------- | -------- | ---------- |
| Мюллер 33' | Протокол |            |

| Делле Альпі, Турин Глядачів: 58,007 Арбітр: Неджі Жуїні (Туніс) |

| 16 червня 1990 21:00 |

| Швеція        | 1–2      | Шотландія                       |
| ------------- | -------- | ------------------------------- |
| Стремберг 86' | Протокол | Макколл 11' Джонстон 81' (пен.) |

| Стадіо Луїджі Ферраріс, Генуя Глядачів: 31,823 Арбітр: Карлос Масіель (Парагвай) |

| 20 червня 1990 21:00 |

| Бразилія   | 1–0      | Шотландія |
| ---------- | -------- | --------- |
| Мюллер 81' | Протокол |           |

| Делле Альпі, Турин Глядачів: 62,502 Арбітр: Гельмут Коль (Австрія) |

| 20 червня 1990 21:00 |

| Швеція      | 1–2      | Коста-Рика             |
| ----------- | -------- | ---------------------- |
| Екстрем 32' | Протокол | Флорес 75' Медфорд 87' |

| Стадіо Луїджі Ферраріс, Генуя Глядачів: 30,223 Арбітр: Зоран Петрович (Югославія) |

### Група D
| Поз | Команда   | І | В | Н | П | ГЗ | ГП | РГ | О | Кваліфікація     |
| --- | --------- | - | - | - | - | -- | -- | -- | - | ---------------- |
| 1   | ФРН       | 3 | 2 | 1 | 0 | 10 | 3  | +7 | 5 | Вихід до плей-оф |
| 2   | Югославія | 3 | 2 | 0 | 1 | 6  | 5  | +1 | 4 | Вихід до плей-оф |
| 3   | Колумбія  | 3 | 1 | 1 | 1 | 3  | 2  | +1 | 3 | Вихід до плей-оф |
| 4   | ОАЕ       | 3 | 0 | 0 | 3 | 2  | 11 | −9 | 0 |                  |

| 9 червня 1990 17:00 |

| ОАЕ | 0–2      | Колумбія                  |
| --- | -------- | ------------------------- |
|     | Протокол | Редін 50' Вальдеррама 85' |

| Ренато Даль'Ара, Болонья Глядачів: 30,791 Арбітр: Джордж Кортні (Англія) |

| 10 червня 1990 21:00 |

| ФРН                                       | 4–1      | Югославія |
| ----------------------------------------- | -------- | --------- |
| Маттеус 28', 64' Клінсманн 39' Феллер 70' | Протокол | Йозич 55' |

| Сан-Сіро, Мілан Глядачів: 74,765 Арбітр: Петер Міккельсен (Данія) |

| 14 червня 1990 17:00 |

| Югославія | 1–0      | Колумбія |
| --------- | -------- | -------- |
| Йозич 75' | Протокол |          |

| Ренато Даль'Ара, Болонья Глядачів: 32,257 Арбітр: Луїджі Аньйолін (Італія) |

| 15 червня 1990 21:00 |

| ФРН                                                | 5–1      | ОАЕ        |
| -------------------------------------------------- | -------- | ---------- |
| Феллер 35', 75' Клінсманн 37' Маттеус 47' Байн 58' | Протокол | Ісмаїл 46' |

| Сан-Сіро, Мілан Глядачів: 71,169 Арбітр: Олексій Спірін (СРСР) |

| 19 червня 1990 17:00 |

| ФРН            | 1–1      | Колумбія     |
| -------------- | -------- | ------------ |
| Літтбарскі 88' | Протокол | Рінкон 90+3' |

| Сан-Сіро, Мілан Глядачів: 72,510 Арбітр: Алан Снодді (Північна Ірландія) |

| 19 червня 1990 17:00 |

| Югославія                                | 4–1      | ОАЕ      |
| ---------------------------------------- | -------- | -------- |
| Сушич 5' Панчев 9', 46' Просинечки 90+3' | Протокол | Тані 22' |

| Ренато Даль'Ара, Болонья Глядачів: 27,833 Арбітр: Такада Сідзуо (Японія) |

### Група E
| Поз | Команда        | І | В | Н | П | ГЗ | ГП | РГ | О | Кваліфікація     |
| --- | -------------- | - | - | - | - | -- | -- | -- | - | ---------------- |
| 1   | Іспанія        | 3 | 2 | 1 | 0 | 5  | 2  | +3 | 5 | Вихід до плей-оф |
| 2   | Бельгія        | 3 | 2 | 0 | 1 | 6  | 3  | +3 | 4 | Вихід до плей-оф |
| 3   | Уругвай        | 3 | 1 | 1 | 1 | 2  | 3  | −1 | 3 | Вихід до плей-оф |
| 4   | Південна Корея | 3 | 0 | 0 | 3 | 1  | 6  | −5 | 0 |                  |

| 12 червня 1990 17:00 |

| Бельгія                 | 2–0      | Південна Корея |
| ----------------------- | -------- | -------------- |
| Дегріз 53' Де Вольф 64' | Протокол |                |

| Стадіо Маркантоніо Бентегоді, Верона Глядачів: 32,790 Арбітр: Вінсент Мауро (США) |

| 13 червня 1990 17:00 |

| Уругвай | 0–0      | Іспанія |
| ------- | -------- | ------- |
|         | Протокол |         |

| Стадіо Фріулі, Удіне Глядачів: 35,713 Арбітр: Гельмут Коль (Австрія) |

| 17 червня 1990 21:00 |

| Бельгія                             | 3–1      | Уругвай       |
| ----------------------------------- | -------- | ------------- |
| Клейстерс 15' Шифо 24' Кулеманс 47' | Протокол | Бенгоечеа 73' |

| Стадіо Маркантоніо Бентегоді, Верона Глядачів: 33,759 Арбітр: Зігфрід Кіршен (НДР) |

| 17 червня 1990 21:00 |

| Південна Корея  | 1–3      | Іспанія             |
| --------------- | -------- | ------------------- |
| Хванбо Ґван 43' | Протокол | Мічел 23', 61', 81' |

| Стадіо Фріулі, Удіне Глядачів: 32,733 Арбітр: Еліас Хакоме (Еквадор) |

| 21 червня 1990 17:00 |

| Бельгія     | 1–2      | Іспанія                     |
| ----------- | -------- | --------------------------- |
| Верворт 29' | Протокол | Мічел 26' (пен.) Горріс 38' |

| Стадіо Маркантоніо Бентегоді, Верона Глядачів: 35,950 Арбітр: Хуан Карлос Лоустау (Аргентина) |

| 21 червня 1990 17:00 |

| Південна Корея | 0–1      | Уругвай       |
| -------------- | -------- | ------------- |
|                | Протокол | Фонсека 90+1' |

| Стадіо Фріулі, Удіне Глядачів: 29,039 Арбітр: Тулліо Ланезе (Італія) |

### Група F
| Поз | Команда    | І | В | Н | П | ГЗ | ГП | РГ | О | Кваліфікація     |
| --- | ---------- | - | - | - | - | -- | -- | -- | - | ---------------- |
| 1   | Англія     | 3 | 1 | 2 | 0 | 2  | 1  | +1 | 4 | Вихід до плей-оф |
| 2   | Ірландія   | 3 | 0 | 3 | 0 | 2  | 2  | 0  | 3 | Вихід до плей-оф |
| 3   | Нідерланди | 3 | 0 | 3 | 0 | 2  | 2  | 0  | 3 | Вихід до плей-оф |
| 4   | Єгипет     | 3 | 0 | 2 | 1 | 1  | 2  | −1 | 2 |                  |

1. 1 2  Збірні Ірландії і Нідерландів фінішували з однаковими результатами. Обидві команди пройшли до плей-оф, а розполіл місць між ними відбувся за допомогою жеребу.

| 11 червня 1990 21:00 |

| Англія     | 1–1      | Ірландія |
| ---------- | -------- | -------- |
| Лінекер 9' | Протокол | Шиді 73' |

| Стадіо Сант'Елія, Кальярі Глядачів: 35,238 Арбітр: Арон Шмідгубер (ФРН) |

| 12 червня 1990 21:00 |

| Нідерланди | 1–1      | Єгипет                |
| ---------- | -------- | --------------------- |
| Кіфт 58'   | Протокол | Абдельгані 83' (пен.) |

| Стадіо Ла Фаворіта, Палермо Глядачів: 33,288 Арбітр: Еміліо Соріано Аладрен (Іспанія) |

| 16 червня 1990 21:00 |

| Англія | 0–0      | Нідерланди |
| ------ | -------- | ---------- |
|        | Протокол |            |

| Стадіо Сант'Елія, Кальярі Глядачів: 35,267 Арбітр: Зоран Петрович (Югославія) |

| 17 червня 1990 17:00 |

| Ірландія | 0–0      | Єгипет |
| -------- | -------- | ------ |
|          | Протокол |        |

| Стадіо Ла Фаворіта, Палермо Глядачів: 33,288 Арбітр: Марсель Ван Лангенхов (Бельгія) |

| 21 червня 1990 21:00 |

| Англія   | 1–0      | Єгипет |
| -------- | -------- | ------ |
| Райт 58' | Протокол |        |

| Стадіо Сант'Елія, Кальярі Глядачів: 34,959 Арбітр: Курт Ретлісбергер (Швейцарія) |

| 21 червня 1990 21:00 |

| Ірландія  | 1–1      | Нідерланди |
| --------- | -------- | ---------- |
| Куїнн 71' | Протокол | Гулліт 11' |

| Стадіо Ла Фаворіта, Палермо Глядачів: 33,288 Арбітр: Мішель Вотро (Франція) |

## Плей-оф
|  | 1/8 фіналу          | 1/8 фіналу        |                       |       | Чвертьфінали | Чвертьфінали |                |                | Півфінали | Півфінали |  |  | Фінал | Фінал |
|  |                     |                   |                       |       |              |              |                |                |           |           |  |  |       |       |
|  | 24 червня – Турин   |                   |                       |       |              |              |                |                |           |           |  |  |       |       |
|  |                     |                   |                       |       |              |              |                |                |           |           |  |  |       |       |
|  | Бразилія            | 0                 |                       |       |              |              |                |                |           |           |  |  |       |       |
|  | Бразилія            | 0                 | 30 червня – Флоренція |       |              |              |                |                |           |           |  |  |       |       |
|  | Аргентина           | 1                 |                       |       |              |              |                |                |           |           |  |  |       |       |
|  | Аргентина           | 1                 | Аргентина пп          | 0 (3) |              |              |                |                |           |           |  |  |       |       |
|  | 26 червня – Верона  |                   | Аргентина пп          | 0 (3) |              |              |                |                |           |           |  |  |       |       |
|  |                     | Югославія         | 0 (2)                 |       |              |              |                |                |           |           |  |  |       |       |
|  | Іспанія             | Югославія         | 0 (2)                 | 1     |              |              |                |                |           |           |  |  |       |       |
|  | Іспанія             |                   | 3 липня – Неаполь     | 1     |              |              |                |                |           |           |  |  |       |       |
|  | Югославія дч        | 2                 |                       |       |              |              |                |                |           |           |  |  |       |       |
|  | Югославія дч        | 2                 | Аргентина пп          | 1 (4) |              |              |                |                |           |           |  |  |       |       |
|  | 25 червня – Дженоа  |                   | Аргентина пп          | 1 (4) |              |              |                |                |           |           |  |  |       |       |
|  |                     | Італія            | 1 (3)                 |       |              |              |                |                |           |           |  |  |       |       |
|  | Ірландія пп         | Італія            | 1 (3)                 | 0 (5) |              |              |                |                |           |           |  |  |       |       |
|  | Ірландія пп         | 30 червня – Рим   |                       | 0 (5) |              |              |                |                |           |           |  |  |       |       |
|  | Румунія             | 0 (4)             |                       |       |              |              |                |                |           |           |  |  |       |       |
|  | Румунія             | 0 (4)             | Ірландія              | 0     |              |              |                |                |           |           |  |  |       |       |
|  | 25 червня – Рим     |                   | Ірландія              | 0     |              |              |                |                |           |           |  |  |       |       |
|  |                     | Італія            | 1                     |       |              |              |                |                |           |           |  |  |       |       |
|  | Італія              | Італія            | 1                     | 2     |              |              |                |                |           |           |  |  |       |       |
|  | Італія              |                   | 8 липня – Рим         | 2     |              |              |                |                |           |           |  |  |       |       |
|  | Уругвай             | 0                 |                       |       |              |              |                |                |           |           |  |  |       |       |
|  | Уругвай             | 0                 | Аргентина             | 0     |              |              |                |                |           |           |  |  |       |       |
|  | 23 червня – Барі    |                   | Аргентина             | 0     |              |              |                |                |           |           |  |  |       |       |
|  |                     | ФРН               | 1                     |       |              |              |                |                |           |           |  |  |       |       |
|  | Чехословаччина      | ФРН               | 1                     | 4     |              |              |                |                |           |           |  |  |       |       |
|  | Чехословаччина      | 1 липня – Мілан   |                       | 4     |              |              |                |                |           |           |  |  |       |       |
|  | Коста-Рика          | 1                 |                       |       |              |              |                |                |           |           |  |  |       |       |
|  | Коста-Рика          | 1                 | Чехословаччина        | 0     |              |              |                |                |           |           |  |  |       |       |
|  | 24 червня – Мілан   |                   | Чехословаччина        | 0     |              |              |                |                |           |           |  |  |       |       |
|  |                     | ФРН               | 1                     |       |              |              |                |                |           |           |  |  |       |       |
|  | ФРН                 | ФРН               | 1                     | 2     |              |              |                |                |           |           |  |  |       |       |
|  | ФРН                 |                   | 4 липня – Турин       | 2     |              |              |                |                |           |           |  |  |       |       |
|  | Нідерланди          | 1                 |                       |       |              |              |                |                |           |           |  |  |       |       |
|  | Нідерланди          | 1                 | ФРН пп                | 1 (4) |              |              |                |                |           |           |  |  |       |       |
|  | 23 червня – Неаполь |                   | ФРН пп                | 1 (4) |              |              |                |                |           |           |  |  |       |       |
|  |                     | Англія            | 1 (3)                 |       | Фінал        | Фінал        |                |                |           |           |  |  |       |       |
|  | Камерун дч          | Англія            | 1 (3)                 | 2     | Фінал        | Фінал        |                |                |           |           |  |  |       |       |
|  | Камерун дч          | 1 липня – Неаполь | 1 липня – Неаполь     | 2     |              |              | 7 липня – Барі | 7 липня – Барі |           |           |  |  |       |       |
|  | Колумбія            | 1 липня – Неаполь | 1 липня – Неаполь     | 1     |              |              | 7 липня – Барі | 7 липня – Барі |           |           |  |  |       |       |
|  | Колумбія            | Камерун           | 2                     | 1     | Італія       | 2            |                |                |           |           |  |  |       |       |
|  | 26 червня – Болонья | Камерун           | 2                     |       | Італія       | 2            |                |                |           |           |  |  |       |       |
|  |                     | Англія дч         | 3                     |       | Англія       | 1            |                |                |           |           |  |  |       |       |
|  | Англія дч           | Англія дч         | 3                     | 1     | Англія       | 1            |                |                |           |           |  |  |       |       |
|  | Англія дч           |                   |                       | 1     |              |              |                |                |           |           |  |  |       |       |
|  | Бельгія             | 0                 |                       |       |              |              |                |                |           |           |  |  |       |       |
|  | Бельгія             | 0                 |                       |       |              |              |                |                |           |           |  |  |       |       |

### 1/8 фіналу
| 23 червня 1990 17:00 CET (UTC+1) |

| Камерун          | 2–1      | Колумбія   |
| ---------------- | -------- | ---------- |
| Мілла 106', 108' | Протокол | Редін 115' |

| Сан-Паоло, Неаполь Глядачів: 50,026 Арбітр: Тулліо Ланезе (Італія) |

| 23 червня 1990 21:00 CET (UTC+1) |

| Чехословаччина                    | 4–1      | Коста-Рика   |
| --------------------------------- | -------- | ------------ |
| Скугравий 12', 63', 82' Кубік 76' | Протокол | Гонсалес 55' |

| Сан-Нікола, Барі Глядачів: 47,673 Арбітр: Зігфрід Кіршен (НДР) |

| 24 червня 1990 17:00 CET (UTC+1) |

| Бразилія | 0–1      | Аргентина   |
| -------- | -------- | ----------- |
|          | Протокол | Каніджа 81' |

| Делле Альпі, Турин Глядачів: 61,381 Арбітр: Жоель Кінью (Франція) |

| 24 червня 1990 21:00 CET (UTC+1) |

| ФРН                     | 2–1      | Нідерланди          |
| ----------------------- | -------- | ------------------- |
| Клінсманн 51' Бреме 85' | Протокол | Р. Куман 89' (пен.) |

| Сан-Сіро, Мілан Глядачів: 74,559 Арбітр: Хуан Карлос Лоустау (Аргентина) |

| 25 червня 1990 17:00 CET (UTC+1) |

| Ірландія                                      | 0–0      | Румунія                                    |
| --------------------------------------------- | -------- | ------------------------------------------ |
|                                               | Протокол |                                            |
|                                               | Пенальті |                                            |
| Шиді · Гафтон · Таунсенд · Каскаріно · О'Лірі | 5–4      | Хаджі · Лупу · Ротаріу · Лупеску · Тімофте |

| Стадіо Луїджі Ферраріс, Генуя Глядачів: 31,818 Арбітр: Жозе Роберто Райт (Бразилія) |

| 25 червня 1990 21:00 CET (UTC+1) |

| Італія                  | 2–0      | Уругвай |
| ----------------------- | -------- | ------- |
| Скіллачі 65' Серена 83' | Протокол |         |

| Олімпійський стадіон, Рим Глядачів: 73,303 Арбітр: Джордж Кортні (Англія) |

| 26 червня 1990 17:00 CET (UTC+1) |

| Іспанія     | 1–2      | Югославія          |
| ----------- | -------- | ------------------ |
| Салінас 84' | Протокол | Стойкович 78', 93' |

| Стадіо Маркантоніо Бентегоді, Верона Глядачів: 35,500 Арбітр: Арон Шмідгубер (ФРН) |

| 26 червня 1990 21:00 CET (UTC+1) |

| Англія     | 1–0      | Бельгія |
| ---------- | -------- | ------- |
| Платт 119' | Протокол |         |

| Ренато Даль'Ара, Болонья Глядачів: 34,520 Арбітр: Петер Міккельсен (Данія) |

### Чвертьфінали
| 30 червня 1990 17:00 CET (UTC+1) |

| Аргентина                                             | 0–0      | Югославія                                                 |
| ----------------------------------------------------- | -------- | --------------------------------------------------------- |
|                                                       | Протокол |                                                           |
|                                                       | Пенальті |                                                           |
| Серрісуела · Бурручага · Марадона · Трольйо · Десотті | 3–2      | Стойкович · Просинечки · Савичевич · Брнович · Хаджибегич |

| Стадіо Комунале, Флоренція Глядачів: 38,971 Арбітр: Курт Ретлісбергер (Швейцарія) |

| 30 червня 1990 21:00 CET (UTC+1) |

| Ірландія | 0–1      | Італія       |
| -------- | -------- | ------------ |
|          | Протокол | Скіллачі 38' |

| Олімпійський стадіон, Рим Глядачів: 73,303 Арбітр: Карлуш Сілва Валенте (Португалія) |

| 1 липня 1990 17:00 CET (UTC+1) |

| Чехословаччина | 0–1      | ФРН                |
| -------------- | -------- | ------------------ |
|                | Протокол | Маттеус 25' (пен.) |

| Сан-Сіро, Мілан Глядачів: 73,347 Арбітр: Гельмут Коль (Австрія) |

| 1 липня 1990 21:00 CET (UTC+1) |

| Камерун                    | 2–3      | Англія                                    |
| -------------------------- | -------- | ----------------------------------------- |
| Кунде 61' (пен.) Екеке 65' | Протокол | Платт 25' Лінекер 83' (пен.), 105' (пен.) |

| Сан-Паоло, Неаполь Глядачів: 55,205 Арбітр: Едгардо Кодесаль (Мексика) |

### Півфінали
| 3 липня 1990 20:00 CET (UTC+1) |

| Аргентина                                        | 1–1      | Італія                                           |
| ------------------------------------------------ | -------- | ------------------------------------------------ |
| Каніджа 67'                                      | Протокол | Скіллачі 17'                                     |
|                                                  | Пенальті |                                                  |
| Серрісуела · Бурручага · Олартікоечеа · Марадона | 4–3      | Барезі · Баджо · Де Агостіні · Донадоні · Серена |

| Сан-Паоло, Неаполь Глядачів: 59,978 Арбітр: Мішель Вотро (Франція) |

| 4 липня 1990 20:00 CET (UTC+1) |

| ФРН                           | 1–1      | Англія                                  |
| ----------------------------- | -------- | --------------------------------------- |
| Бреме 60'                     | Протокол | Лінекер 80'                             |
|                               | Пенальті |                                         |
| Бреме · Маттеус · Рідле · Тон | 4–3      | Лінекер · Бердслі · Платт · Пірс · Водл |

| Делле Альпі, Турин Глядачів: 62,628 Арбітр: Жозе Роберто Райт (Бразилія) |

### Матч за третє місце
| 7 липня 1990 20:00 CET (UTC+1) |

| Італія                        | 2–1      | Англія    |
| ----------------------------- | -------- | --------- |
| Баджо 71' Скіллачі 86' (пен.) | Протокол | Платт 81' |

| Сан-Нікола, Барі Глядачів: 51,426 Арбітр: Жоель Кінью (Франція) |

### Фінал
| 8 липня 1990 20:00 UTC+1 |

| ФРН              | 1 – 0           | Аргентина |
| ---------------- | --------------- | --------- |
| Бреме 85' (пен.) | Протокол(англ.) |           |

| «Стадіо Олімпіко», Рим Глядачів: 73 603 Арбітр: Едгардо Кодесаль (Мексика) |

## Статистика

### Бомбардири
Сальваторе Скіллачі став володарем Золотого бутса найкращому бомбардиру турніру, забивши шість голів. Загалом 75 різних гравців в іграх турніру забили 115 голів.
6 голів
- Сальваторе Скіллачі

5 голів
- Томаш Скугравий

4 голи
- Роже Мілла
- Гарі Лінекер
- Мічел
- Лотар Маттеус

3 голи
- Девід Платт
- Андреас Бреме
- Юрген Клінсманн
- Руді Феллер

2 голи
- Клаудіо Каніджа
- Карека
- Мюллер
- Бернардо Редін
- Міхал Білек
- Роберто Баджо
- Гаврил Балінт
- Маріус Лекетуш
- Давор Йозич
- Дарко Панчев
- Драган Стойкович

1 гол
- Андреас Огріс
- Герхард Родакс
- Хорхе Бурручага
- Педро Монсон
- Педро Трольйо
- Ян Кулеманс
- Лей Клейстерс
- Мішель де Вольф
- Марк Дегріз
- Енцо Шифо
- Патрік Верворт
- Ежен Екеке
- Емманюель Кунде
- Франсуа Омам-Біїк
- Фредді Рінкон
- Карлос Вальдеррама
- Хуан Каяссо
- Роджер Флорес
- Рональд Гонсалес
- Ернан Медфорд
- Іван Гашек
- Любош Кубік
- Мілан Луговий
- Магді Абдельгані
- Марк Райт
- Джузеппе Джанніні
- Альдо Серена
- Рууд Гулліт
- Вім Кіфт
- Роналд Куман
- Ніелл Куїнн
- Кевін Шиді
- Мо Джонстон
- Стюарт Макколл
- Хванбо Ґван
- Ігор Добровольський
- Олег Протасов
- Олександр Заваров
- Андрій Зигмантович
- Альберто Горріс
- Хуліо Салінас
- Томас Бролін
- Йонні Екстрем
- Гленн Стремберг
- Халід Ісмаїл
- Алі Тані Джумаа
- Пол Каліджурі
- Брюс Мюррей
- Пабло Бенгоечеа
- Даніель Фонсека
- Уве Байн
- П'єр Літтбарскі
- Роберт Просинечки
- Сафет Сушич

### Нагороди
| Володар Золотого бутса | Володар Золотого м'яча | Найкращий молодий гравець | Трофей чесної гри ФІФА |
| ---------------------- | ---------------------- | ------------------------- | ---------------------- |
| Сальваторе Скіллачі    | Сальваторе Скіллачі    | Роберт Просинечки         | Англія                 |

### Збірна чемпіонату світу
| Воротар                                | Захисник                                         | Півзахисник                                                       | Нападник                                             |
| -------------------------------------- | ------------------------------------------------ | ----------------------------------------------------------------- | ---------------------------------------------------- |
| - Серхіо Гойкочеа - Луїс Габело Конехо | - Андреас Бреме - Паоло Мальдіні - Франко Барезі | - Дієго Марадона - Лотар Маттеус - Драган Стойкович - Пол Гаскойн | - Сальваторе Скіллачі - Роже Мілла - Юрген Клінсманн |